# Sulcorebutia
Die Einteilung der Lebewesen in Systematiken ist kontinuierlicher Gegenstand der Forschung. So existieren neben- und nacheinander verschiedene systematische Klassifikationen. 
Das hier behandelte Taxon ist durch neue Forschungen obsolet geworden oder ist aus anderen Gründen nicht Teil der in der deutschsprachigen Wikipedia dargestellten Systematik.
Sulcorebutia war eine Pflanzengattung aus der Familie der Kakteengewächse (Cactaceae). Der botanische Name leitet sich vom lateinischen Substantiv „sulcus“ für Furche und dem Namen der Gattung Rebutia ab. Er verweist auf die Furche zwischen den Höckern der Pflanzenkörper.

## Beschreibung
Die Arten der Gattung Sulcorebutia wachsen einzeln oder sprossend. Ihre abgeflacht kugelförmigen bis kugelförmigen oder kurz zylindrischen Triebe haben eine eingesenkte Triebspitze. Die Wurzeln sind faserig oder strangartig verdickt oder bilden eine verdickte Pfahlwurzel. Ihre spiralförmigen Rippen sind vollständig in rhombische Höcker gegliedert. Die auf der Oberseite der Höcker sitzenden, etwas wolligen Areolen weisen manchmal an der Spitze eine kurze Furche auf. Die Dornen lassen sich nicht immer in Mittel- und Randdornen unterscheiden. Falls Mitteldornen vorhanden sind stehen diese etwas ab. Die nie gehakten Randdornen sind kammartig angeordnet und etwas am Trieb anliegend oder aufsteigend und abstehend.
Die trichterförmigen oder glockig-trichterförmigen Blüten sind leuchtend violett, gelb oder rot gefärbt, häufig auch geflammt, aber nur selten weiß. Sie erscheinen häufig aus älteren Areolen an der Basis der Triebe. Ihr Perikarpell und die Blütenröhre sind mit einigen derben, auffälligen Schuppen bedeckt und ansonsten in der Regel kahl.
Die kaum fleischigen Früchte sind kugelförmig bis flachkugelförmig. Sie reißen quer auf oder vertrocknen lederartig.  Die Früchte enthalten rundliche bis länglich eiförmige, seitlich etwas abgeflachte, matt braunschwarze Samen von 1 bis 2 Millimeter Länge.

## Systematik und Verbreitung
Die Gattung Sulcorebutia ist in Bolivien verbreitet. Die Erstbeschreibung der Gattung wurde 1951 von Curt Backeberg veröffentlicht.
Zur Gattung Sulcorebutia gehören die folgenden Arten:
- Sulcorebutia arenacea (Cárdenas) F.Ritter ≡ Weingartia arenacea (Cárdenas) F.H.Brandt
- Sulcorebutia azurduyensis Gertel, Jucker & J.de Vries[3] ≡ Weingartia azurduyensis (Gertel, Jucker & J.de Vries) Hentzschel & K.Augustin
- Sulcorebutia breviflora Backeb. ≡ Weingartia breviflora (Backeb.) F.H.Brandt
- Sulcorebutia camargoensis Gertel & Jucker ≡ Weingartia camargoensis (Gertel & Jucker) Amerhauser & K.Augustin
- Sulcorebutia cantargalloensis Gertel, Jucker & de Vries[4] = Weingartia canigueralii (Cárdenas) F.H.Brandt
- Sulcorebutia canigueralii (Cárdenas) Buining & Donald ≡ Weingartia canigueralii (Cárdenas) F.H.Brandt
- Sulcorebutia cardenasiana R.Vásquez ≡ Weingartia cardenasiana (R.Vásquez) F.H.Brandt
- Sulcorebutia crispata Rausch ≡ Weingartia crispata (Rausch) F.H.Brandt
- Sulcorebutia cylindrica Donald & A.B.Lau ≡ Weingartia cylindrica (Donald & A.B.Lau) F.H.Brandt
- Sulcorebutia dorana Gertel ≡ Weingartia dorana (Gertel) Hentzschel & K.Augustin
- Sulcorebutia heliosoides P.Lechner & Draxler[5] =Weingartia canigueralii (Cárdenas) F.H.Brandt
- Sulcorebutia juckeri Gertel[6] ≡ Weingartia juckeri  (Gertel) Hentzschel & K.Augustin
- Sulcorebutia krugerae (Cárdenas) F.Ritter ≡ Weingartia krugerae (Cárdenas) F.H.Brandt
- Sulcorebutia mentosa F.Ritter  ≡ Weingartia mentosa (F.Ritter) F.H.Brandt
- Sulcorebutia pulchra (Cárdenas) Donald ≡ Rebutia pulchra Cárdenas
- Sulcorebutia purpurea (Donald & A.B.Lau) Brederoo & Donald ≡ Weingartia purpurea Donald & A.B.Lau
- Sulcorebutia roberto-vasquezii Diers & Krahn[7] = Weingartia crispata (Rausch) F.H.Brandt
- Sulcorebutia steinbachii (Werderm.) Backeb. ≡ Rebutia  steinbachii Werderm.
- Sulcorebutia tarijensis F.Ritter ≡ Weingartia tarijensis F.H.Brandt
- Sulcorebutia tarvitaensis Gertel & P.Lechner[8] = Weingartia crispata (Rausch) F.H.Brandt
- Sulcorebutia tiraquensis (Cárdenas) F.Ritter = Weingartia tiraquensis (Cárdenas) F.H.Brandt
- Sulcorebutia trojapampensis Gertel & Jucker[9] = Weingartia juckeri (Gertel) Hentzschel & K.Augustin
- Sulcorebutia verticillacantha F.Ritter ≡ Rebutia steinbachii subsp. verticillacantha (F.Ritter) Donald
- Sulcorebutia vargasii Diers & Krahn[10] = Weingartia cardenasiana  (R.Vásquez) F.H.Brandt
- Sulcorebutia viridis P.Lechner & Draxler[11] = Weingartia crispata (Rausch) F.H.Brandt

## Nachweise